# Max Merseny

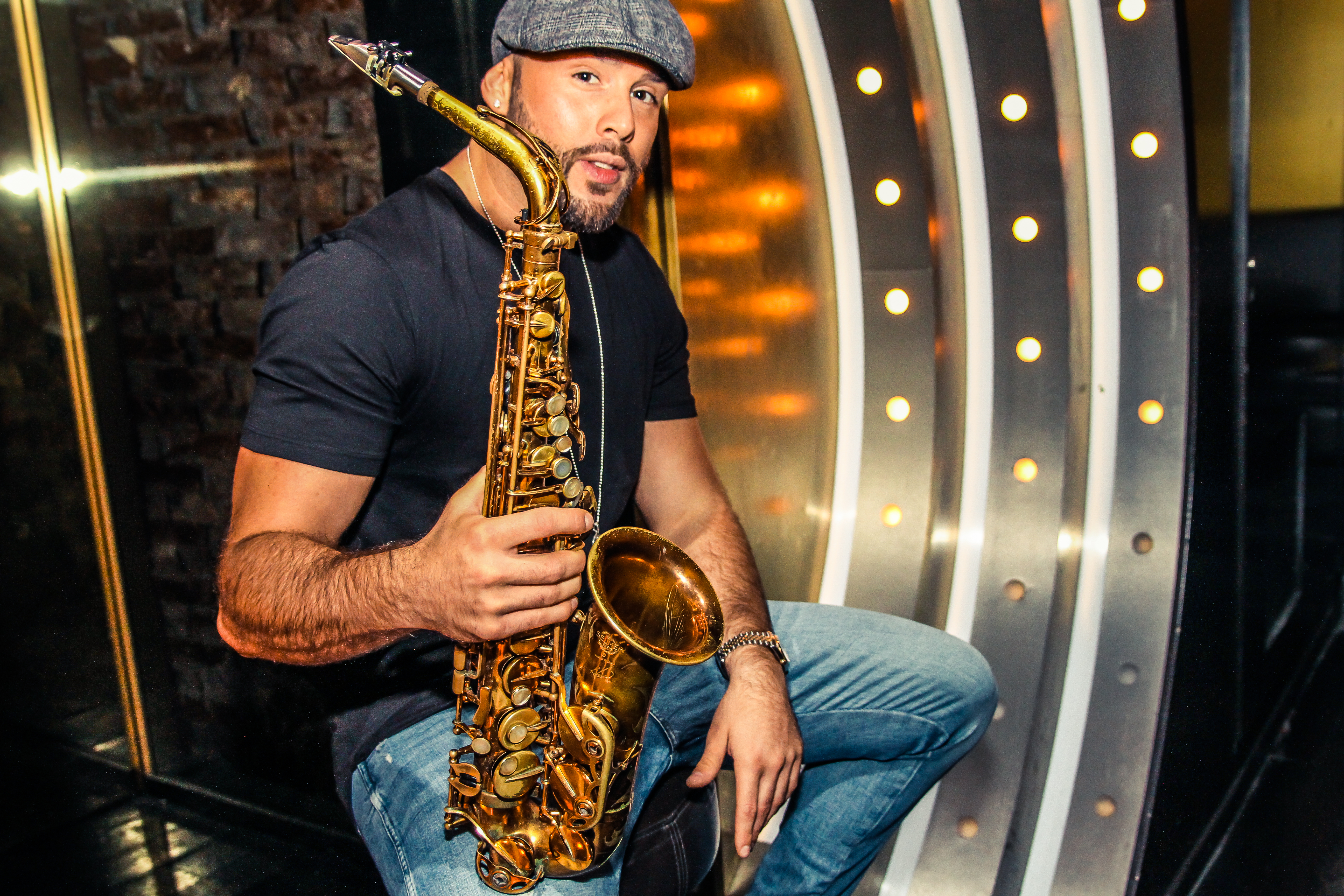
Max Merseny (2018)

Max Merseny (* 14. Mai 1988 in München) ist ein deutsch-ungarischer Saxophonist und Komponist.

## Leben
Max Merseny kam am 14. Mai 1988 als Sohn ungarischer Eltern zur Welt, welche für ihn von Beginn an von Musik geprägt war. Diesen Umstand hatte er vor allem seinem Vater Thomas Merseny zu verdanken, der als Sänger und Gitarrist in vielen bekannten Orchestern spielte. Nach seinem Realschulabschluss 2004 wurde er dann als gerade mal 16-jähriger an der Hochschule für Musik und Theater München angenommen, um in den Folgejahren von Jazzgrößen wie Thomas Zoller, Gregor Hübner, Leszek Zadlo und Paulo Cardoso unterrichtet zu werden.
2005 folgte ein Ausflug in das Fernsehen, wo er ein Jahr in der Daily Kultsoap „Die Abschlussklasse 06“ die Hauptrolle des „Mitch“ auf ProSieben spielte.
Nach Beendigung des Studiums 2010 mit einem Konzertdiplom lebte Merseny ein Jahr in Mailand, welches durch ein DAAD-Stipendium ermöglicht wurde. Hier studierte er bei dem renommierten italienischen Professor Daniele Comoglio am Conservatorio „Giuseppe Verdi“.
Die erste Veröffentlichung unter eigenem Namen „Thank Y’All“ (2011), welche bei Enja Records erschien, wurde direkt für den Jazz Echo in der Kategorie „Best Newcomer“ nominiert.

Während mehrerer New York Aufenthalte zwischen 2010 und 2015 folgten die Alben Incontri LIVE und Everlasting. Letztere Veröffentlichung konnte wiederum eine Echo Nominierung in der Kategorie „Best Woodwind Player/National“ einstreichen.

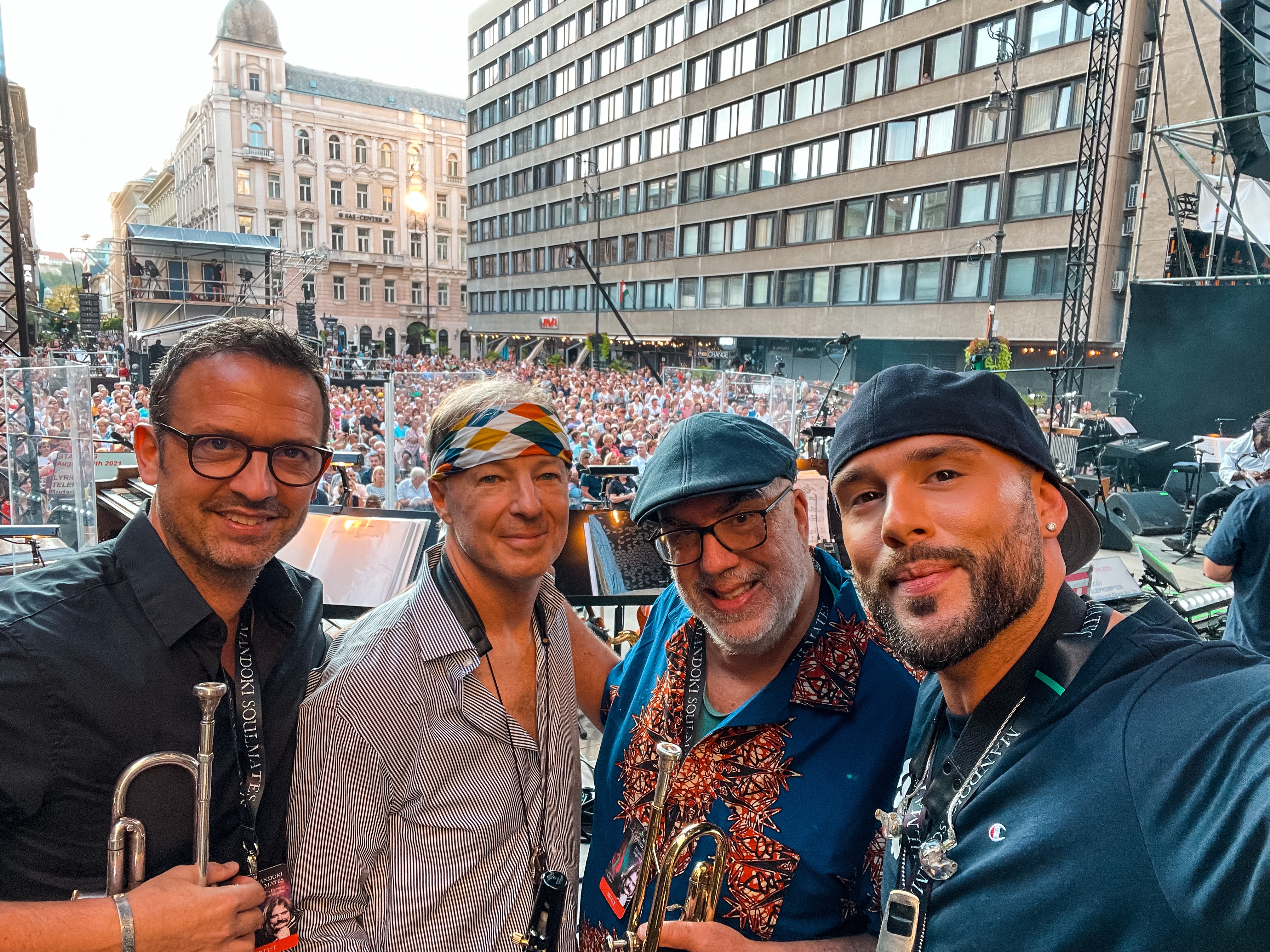
St.-Stephans-Basilika Budapest Konzert 2021 mit Till Brönner, Bill Evans, Randy Brecker

Es folgten Konzerte auf dem Festival Da Jazz (2012, CH), Düsseldorfer Jazzrally (2015), Schloss Elmau, oder in der Muffathalle/München (2017) vor der US Größe Trombone Shorty uvm.
Das in Washington DC produzierte Album „World Traveller“ wurde von Federico González Peña produziert und erschien 2017.
Über die Jahre folgten Auftritte/Kollaborationen weltweit mit genreübergreifenden Größen: Phonte, Master KG, Alex Han, Roger Rekless, Till Brönner, Richard Bona, Christian Prommer, Tony Lakatos, Illa J, ManDoki Soulmates, Wah Wah Watson, Randy Brecker, Klaus Doldinger, Bill Evans, Daniel Dexter, Tom Novy uvm…

## Sonstiges
Langjährige Kooperationen pflegt Max Merseny mit Selmer Saxophones, Daddario Woodwinds, Beechler, und Beyerdynamic.

## Diskografie (Auszug)
Solo-Alben
- 2011: Thank Y’All (Enja Records) mit Tony Lakatos (ECHO JAZZ-Nominierung in der Kategorie "Best Newcomer")
- 2012: Incontri Live (Enja Records) mit Roger Rekless
- 2014: Everlasting (Enja Records) mit Illa J, Alex Han (ECHO JAZZ[2]-Nominierung in der Kategorie "Best Saxophone Player/National")
- 2017: World Traveller (Enja Records) mit Phonte, Federico González Peña

mit anderen Künstlern
- 2010: H.e.R.B. (58Beats) mit Boshi San
- 2011: Big Circle (Intuition Records) mit Michael Riessler (Preis der deutschen Schallplattenkritik)
- 2012: Storm (Poker Flat Recordings) mit Daniel Dexter
- 2012: Sweet Madeleine (Soulfire Artists) mit Jamaram
- 2017: Reicher Mann (58Beats) mit Boshi San
- 2018: Global CityZen (Achinech Productions) mit Dactah Chando
- 2019: Living In The Gap + Hungarian Pictures (Red Rock Productions) mit Mandoki Soulmates (ausgezeichnet mit einer Goldenen Schallplatte)